# Liste der Brücken in Wien/Mariahilf
Diese Liste beinhaltet jene Wiener Brücken, die sich im 6. Bezirk Mariahilf befinden. Weitere Brücken, die an den 6. Bezirk grenzen oder sich nur teilweise auf seinem Bezirksgebiet befinden, von der Brückeninformation Wien aber anderen Bezirken zugeordnet sind, befinden sich in den jeweiligen Listen der angrenzenden Bezirke.

## Brücken
| Objekt / Teilobjekt                  | Foto | Lage                     | Verwaltung / Objektnr. | System | Material | Brückenklasse | Länge (m) | Breite (m) | Baujahr | Anmerkungen                                                         |
| ------------------------------------ | ---- | ------------------------ | ---------------------- | ------ | -------- | ------------- | --------- | ---------- | ------- | ------------------------------------------------------------------- |
| Brücke über die Gürtelfahrbahn       | 0 BW | U-Bahn-Linie U6 Standort | Wiener Linien 600106c  |        |          |               |           |            |         | Teil der ehem. Gürtellinie der Stadtbahn (Gestaltung: Otto Wagner). |
| Brücke über die Mollardgasse         | 1    | U-Bahn-Linie U6 Standort | Wiener Linien 600107   |        |          |               |           |            |         | Teil der ehem. Gürtellinie der Stadtbahn (Gestaltung: Otto Wagner). |
| Brücken über die Gumpendorfer Straße | 1    | U-Bahn-Linie U6 Standort | Wiener Linien 600108   |        |          |               |           |            |         | Teil der ehem. Gürtellinie der Stadtbahn (Gestaltung: Otto Wagner). |
| Gürtelbrücke 2                       | 1    | U-Bahn-Linie U6 Standort | Wiener Linien 600106c  |        |          |               |           |            |         | Teil der ehem. Gürtellinie der Stadtbahn (Gestaltung: Otto Wagner). |